# 磨长英
磨长英（1963年4月—），汉族，中华人民共和国政治人物，第十一届、第十二届、第十三届全国政协委员。
担任十一届全国政协常务委员、全国工商联常委、广西壮族自治区工商联主席。2008年，当选第十一届全国政协常务委员，代表中华全国工商业联合会，分入第二十二组。2014年，担任广西壮族自治区政协副主席。2018年1月，当选第十三届全国政协委员。